# Tom Turpin
Thomas Million John Turpin (Savannah (Georgia), 18 de noviembre de 1871 – 13 de agosto de 1922) fue un compositor y pianista estadounidense de ragtimes.

## Historial
Recién cumplidos 20 años, en 1892, Turpin abrió un local en San Luis, Misuri, que se convirtió en el punto de reunión de los pianistas locales, y en el lugar donde se incubó el primigenio folk-ragtime, con músicos como Joe Jordan o Louis Chauvin. Turpin mismo formó parte de este movimiento, con el primer "rag" cuya partitura se editó, su "Harlem Rag" de 1897, aunque había sido compuesto en 1892, un año antes de la aparición pública del ragtime en la Exposición Mundial Colombina de Chicago. Después publicó numerosas obras de rag, como "Bowery Buck," "Ragtime Nightmare," "St. Louis Rag," o "The Buffalo Rag".
Turpin era un hombre alto (1.83 m) y corpulento (136 kg) lo que obligaba a adaptar su piano para tocarlo cómodamente. Además de dirigir su local y componer música, controlaba (junto a su hermano Charles) un teatro, casas de juego, salones de baile, y casas de diversión.  Ejerció como diputado, y fue uno de los primeros afroamericanos en lograr un verdadero poder en St. Louis. Su influencia en la música local le proporcionó el apodo de "Father of St. Louis Ragtime."

## Fecha de nacimiento
La fecha de nacimiento de Turpin es incierta. En diversas fuentes aparecen tanto 1871, 1873, como 1874.  Su lápida dice simplemente 1871.  El Censo Federal de 1900 (Enumerado en el distrito 220, lámina 9, línea 79) recoge su nacimiento en  "noviembre de 1871", pero en su tarjeta de registro aparece 18 de noviembre de 1874. Sin embargo, algunos autores le atribuyen 1873.